# Felix Mhona
Felix Tapiwa Mhona (Chegutu, 12 de mayo de 1974) es un político y banquero zimbabuense, que actualmente se desempeña como Ministro de Transporte de su país.

## Biografía
Nacido en mayo de 1974 en la ciudad de Chegutu, en la provincia de Mashonalandia Occidental, completó sus estudios primarios en la Rutanhira Primary School y los secundarios en la Presbyterian Secondary School. Completó una licenciatura en Marketing en la Universidad Abierta de Zimbabue, una Maestría de Administración de Empresas en la Nottingham Trent University y una licenciatura de derecho en la Universidad de Sudáfrica.
En las elecciones generales de Zimbabue de 2013 fue elegido miembro de la Asamblea Nacional por el distrito de Chikomba Central, siendo reelegido en las elecciones generales de 2018. Su reelección fue impugnada por el candidato perdedor, Ngonidzashe Chandiwana, quien citó malas prácticas electorales a la hora de presentar la demanda; sin embargo, el Tribunal Electoral desestimó la demanda y ratificó la victoria de Mhona.
En el legislativo se ha desempeñado como Presidente del Comité de Cartera sobre Presupuesto, Finanzas y Desarrollo Económico, miembro del Comité de Cartera sobre Medio Ambiente y Turismo y miembro del Comité de Fronteras. Como jefe del comité de Finanzas, criticó el manejo del gobierno a los recursos para combatir la pandemia del COVID-19.
Miembro del partido ZANU-PF, el 8 de febrero de 2021 fue nombrado Ministro de Transporte en sustitución del fallecido Joel Matiza. Como su viceministro fue nombrado el también parlamentario Michael Madiro.En las elecciones generales de 2023 su distrito electoral fue abolido, pero permaneció en la Asamblea como representante del distrito de Chikomba Oriental.